# Азарки-Старі
Азарки-Старі (біл. вёска Азаркі-Старыя) — село в складі Мядельського району Мінської області, Білорусь. Село підпорядковане Мядзельській сільській раді, розташоване в північній частині області.